# دیپلماسی (فیلم ۱۹۲۶)
دیپلماسی (انگلیسی: Diplomacy) فیلمی در ژانر مرموز و درام است که در سال ۱۹۲۶ منتشر شد. از بازیگران آن می‌توان به بلانش سوئیت و ماریو کاریلو اشاره کرد.